# The Mighty Lemon Drops
I The Mighty Lemon Drops sono stati un gruppo rock inglese attivo dal 1985 al 1992. Fortemente influenzati dagli Echo & The Bunnymen, hanno fatto parte della scena C86, dal nome di una musicassetta pubblicata dal NME nel 1986.

## Membri
- Paul Marsh – voce, chitarra ritmica (1985–1992)
- Dave Newton – chitarre (1985–1992)
- Tony Linehan – basso (1985–1989)
- Martin Gilks – batteria (1985)
- Keith Rowley – batteria (1985–1992)
- Marcus Williams – basso (1989–1992)

## Discografia

### Album in studio
- Happy Head (1986)
- World Without End (1988)
- Laughter (1989)
- Sound ... Goodbye to Your Standards (1991)
- Ricochet (1992)

### Album dal vivo
- All the Way (Live in Cincinnati) (1993)
- Young, Gifted & Black Country (2004)

### Raccolte
- Rollercoaster: The Best of the Mighty Lemon Drops (1997)
- Uptight the Early Recordings 1985/1986 (2014)

### Singoli ed EP
- Like an Angel (1985)
- The Other Side of You (1986)
- My Biggest Thrill (1986)
- Out of Hand EP (1987)
- Out of Hand (1987)
- Inside Out (1988)
- Fall Down (Like the Rain) (1988)
- Into the Heart of Love (1989)
- Where Do We Go from Heaven (1989)
- Beautiful Shame (1989)
- Too High (Remix) (1991)
- Unkind (Remix) (1991)